# 馬繼援
馬繼援（1921年1月18日—2012年2月27日），字少香，甘肅臨夏人，回族，马步芳之子，中華民國陸軍中將，為民國時期西北地區軍閥馬家軍重要人物。

## 簡歷
在兰州战役中，馬繼援率军與中國共產黨軍隊決戰失敗。1949年8月30日，乘飛機離西寧，前往香港:9000。1949年隨中華民國政府退至台灣，1981年以中將軍銜退役，90年代初退職國大代表，2001年與夫人張訓芬從台灣移居約旦，之後又到馬步芳晚年居住过的沙烏地阿拉伯。
2012年2月27日，病逝於沙烏地阿拉伯。

## 家族
- 父亲：马步芳
- 母亲：临夏人海里买（马步芳的正室）
- 妻子：南京人张训芳，婚后为避讳马步芳而改名张训芬。
- 弟弟：同父异母弟马崇德
- 长子：马晓泉
- 次子：马凯罗
- 长孙：马忠良（马晓泉之子）
- 次孙：马温良（马凯罗之子）
- 曾孙：马大用（马忠良之子）

## 腳註
1. ↑  李新總主編，中國社會科學院近代史研究所中華民國史研究室，韓信夫、姜克夫主編 (编). . 北京: 中華書局. 2011.
2. ↑  .   [2012年4月8日]. （原始内容存档于2016年3月3日）. （页面存档备份，存于）